# لورينا بيردن
لورينا بيردن (بالإسبانية: Lorena Berdún)‏ هي طبيبة نفسانية ومقدمة برامج تلفزيونية وممثلة إسبانية، ولدت يوم 11 ديسمبر 1973 في مدريد في إسبانيا.

## روابط خارجية
- لورينا بيردن على موقع IMDb (الإنجليزية)